# Els morts silenciosos
Els morts silenciosos (títol original en suec, Maria Wern – Alla de stillsamma döda) és una minisèrie de televisió que es va emetre a TV4 la tardor del 2010. Formada per dos episodis, narra la recerca d'un assassí de la inspectora Maria Wern (Eva Röse) després que un parell de pescadors trobin un home mort. El mort porta un anell de Xipre, el mateix que tenia el desaparegut Clarence que havia rebut amenaces de mort.  S'ha doblat al valencià per a À Punt, que va estrenar-lo el 25 de juny de 2023.
La sèrie està basada en el llibre homònim d'Anna Jansson, publicat l'any 2001. A més d'Eva Röse, el repartiment també inclou Reuben Sallmander i Allan Svensson.